# Wavel Ramkalawan
Wavel Ramkalawan (n. Mahé, 15 de marzo de 1961) es un pastor religioso y político seychellense que ha servido como diputado en la Asamblea Nacional por el Partido Nacional de Seychelles (SNP) desde la instauración del multipartidismo en 1993. Desde 1998 hasta la actualidad ha sido el segundo candidato más votado en todas las elecciones presidenciales realizadas en el país, lo que lo ha convertido en el líder histórico de la oposición al gobierno del Partido Popular (PL). En las elecciones de 2015, como candidato de una alianza denominada "Unión por el Cambio", pasó a segunda vuelta contra el presidente James Michel, perdiendo por tan solo 193 votos en una elección que Ramkalawan denunció como fraudulenta.
En 2016 lideró la coalición Unión Democrática Seychellense (LDS) en las elecciones parlamentarias de ese mismo año, obteniendo una repentina y ajustada victoria y arrebatando la mayoría al partido gobernante por primera vez.
Ramkalawan nació en 1961 en la isla de Mahé. Comenzó su educación en la escuela de élite del Colegio de Seychelles. Lo continuó en St. Paul's Theological College en Mauricio y en la Universidad de Birmingham en Gran Bretaña, donde se graduó en teología. En 1985 fue ordenado como pastor. Después de regresar a Seychelles, comenzó el trabajo pastoral, y a partir de 1990, inició su carrera política.
En las elecciones presidenciales de 2020, Ramkalawan derrotó al presidente en ejercicio Danny Faure. De acuerdo a la comisión electoral, obtuvo el 54,9% de los votos emitidos.